# Alexeï Lossev
 (décembre 2011).
Si vous disposez d'ouvrages ou d'articles de référence ou si vous connaissez des sites web de qualité traitant du thème abordé ici, merci de compléter l'article en donnant les références utiles à sa vérifiabilité et en les liant à la section « Notes et références ».
Alexeï Fiodorovitch Lossev (en russe : Алексе́й Фёдорович Ло́сев), né le 10/22 septembre 1893 à Novotcherkassk et décédé le 24 mai 1988 à Moscou, est un philosophe russe, philologue et culturologue, une des figures principales de la pensée philosophique et religieuse russe et soviétique du XXe siècle.

## Biographie
Lossev est diplômé dans deux disciplines - en philologie classique et philosophie — de la faculté de philologie historique de l'université de Moscou en 1915. En 1919, il devient professeur de philologie classique à l'université de Nijni Novgorod. En 1920, il enseigne l'esthétique au conservatoire de Moscou. De 1942 à 1944, il est attaché à l'université de Moscou et à partir de 1944 à l'Institut pédagogique d'État de Moscou.
Dans des travaux écrits en 1920, Lossev tente de synthétiser les idées de la philosophie russe du début du XXe siècle, du néo-platonisme chrétien, des dialectiques de Schelling et Hegel, et de la phénoménologie de Husserl. Dans La Dialectique du mythe (1930), il rejette le matérialisme dialectique de Marx, ce qui lui vaut d'être déporté dans un camp de travail, où il participe aux travaux forcés de la construction du canal de la mer Blanche reliant la mer Blanche à la Baltique.
Il est libéré en 1932. Après son retour à Moscou, Lossev est autorisé à poursuivre sa carrière académique et à enseigner la philosophie antique. Il publie quelque trente monographies entre les années 1950 et 1970. Avec sa vision de la philosophie occidentale du moment, Lossev critique sévèrement la pensée structuraliste.
Bien qu'il ait été longtemps censuré en Union soviétique, il a été récompensé du Prix d'État d'URSS en 1986 pour son Histoire de l'esthétique antique en 8 volumes, deux ans avant sa mort.

## Œuvres
- (en) Losev, A. F. The dialectics of myth (traduit en anglais par  Vladimir Marchenkov). New York: Routledge, 2003,  (ISBN 0-415-28467-8).
- (en) Losev, A. F. Twelve theses on antique culture (traduit en anglais par Oleg Kreymer and Kate Wilkinson). In Arion, 2003, vol. 11, no. 1.
- (ru) Études du symbolisme antique et de la mythologie (1933, réédité en 1993)
- (ru) Esthétiques de la Renaissance (Эстетика Возрождения, 1978)
- (ru) Ancien cosmos et science moderne (Античный космос и современная наука, 1927)
- (ru) La Dialectique de la forme artistique (Диалектика художественной формы. 1927)
- (ru) Signe, symbole, mythe (Знак, символ, миф. 1982)
- (ru) Vladimir Soloviov (Владимир Соловьев. 1983)
- (ru) L'Histoire de l'esthétique antique (История античной эстетики, 8 volumes. 1963–1988)